# Lucas Kalala
Lucas Kalala (28 februari 2002) is een Belgisch voetballer die in het seizoen 2021/22 door Standard Luik wordt uitgeleend aan MVV Maastricht.

## Carrière
Kalala sloot zich in 2011 aan bij de jeugdopleiding van Standard Luik. In maart 2021 ondertekende hij er zijn eerste profcontract.